# Louis-Marie de Nicolaÿ
Pour les autres membres de la famille, voir Famille de Nicolaï.
Louis-Marie de Nicolaÿ (8 janvier 1729, Montpellier- 12 juillet 1791, Cahors), est un évêque français, député du clergé aux États généraux de 1789.

## Famille
Il est le fils de Joseph de Nicolaÿ, baron de Sabran, seigneur de Cavillargues, etc. et de Louise de Saint-André de Saint-Just ; son parrain est Louis-Basile de Bernage de Saint-Maurice, chevalier seigneur de Saint-Maurice, alors intendant du Languedoc ; sa marraine est Marie de la Fare veuve de Jean François marquis de Fare-Montclar, lieutenant de roi dans  la province de Languedoc.  
En septembre 1768, il fait un don à son neveu, Louis Scipion Guillaume Jean marquis de Nicolaÿ baron de Sabran, seigneur de Cavillargues, pour son mariage avec Marie Félicité Sixtine Elisabeth Jarente d'Orgeval, sœur de Louis de Jarente de La Bruyère, futur évêque d'Orléans : il lui donne la propriété de la terre et baronnie de Jonchères, avec ses dépendances, sous réserve d'usufruit.

## Carrière ecclésiastique
Il entre de bonne heure dans les ordres. En 1756, il est appelé comme vicaire général de Bayeux par Pierre-Jules-César de Rochechouart ; il devient aussi chanoine et chancelier de Bayeux. 
En 1776 il est nommé à l'évêché de Cahors. Il est consacré évêque le 9 mars 1777 par Christophe de Beaumont du Repaire, archevêque de Paris. 
Le clergé de la sénéchaussée du Quercy l'élit, le 24 mars 1789, député du clergé aux États généraux. Il tient pour l'Ancien Régime, opine avec la droite, prend d'ailleurs peu de part aux délibérations, et meurt en 1791, pendant la session.